# UFC 110
UFC 110: Nogueira vs. Velasquez fue un evento de artes marciales mixtas celebrado por Ultimate Fighting Championship el 21 de febrero de 2010 en el Acer Arena en Sídney, Australia.

## Historia
La pelea tan esperada entre Yoshihiro Akiyama y Wanderlei Silva no tuvo lugar en este evento. En cambio, Silva se enfrentó a Michael Bisping.
La pelea entre Nate Marquardt y Chael Sonnen, que se esperaba que tuviera lugar en esta tarjeta fue trasladada a UFC 109. La pelea entre Keith Jardine y Rich Franklin se había discutido, pero Jardine finalmente se enfrentó al ganador de The Ultimate Fighter 8 Ryan Bader.

## Premios extras
Cada peleador recibió un bono de $50,000.
- Pelea de la Noche: Joe Stevenson vs. George Sotiropoulos
- KO de la Noche: Caín Velásquez
- Sumisión de la Noche: Chris Lytle